# Ладлоу, Уильям
Уильям Ладлоу (англ. William Ludlow; 27 ноября 1843, Айслип, Нью-Йорк — 30 августа 1901, Станция Конвент, Нью-Джерси) — офицер инженерного корпуса и генерал-майор армии Соединенных Штатов, участвовавший в гражданской войне в США, войнах с индейцами, испано-американской войне и руководил научной экспедицией по изучению природных чудес Йеллоустонского национального парка.

## Биография
Ладлоу родился в Айслипе, округ Саффолк, штат Нью-Йорк, в семье Уильяма Х. Ладлоу и Фрэнсис Луизы Николл Ладлоу. Он получил образование в Университете города Нью-Йорка и Военной академии США в 1864 году, в разгар Гражданской войны, и был зачислен в инженерный корпус.

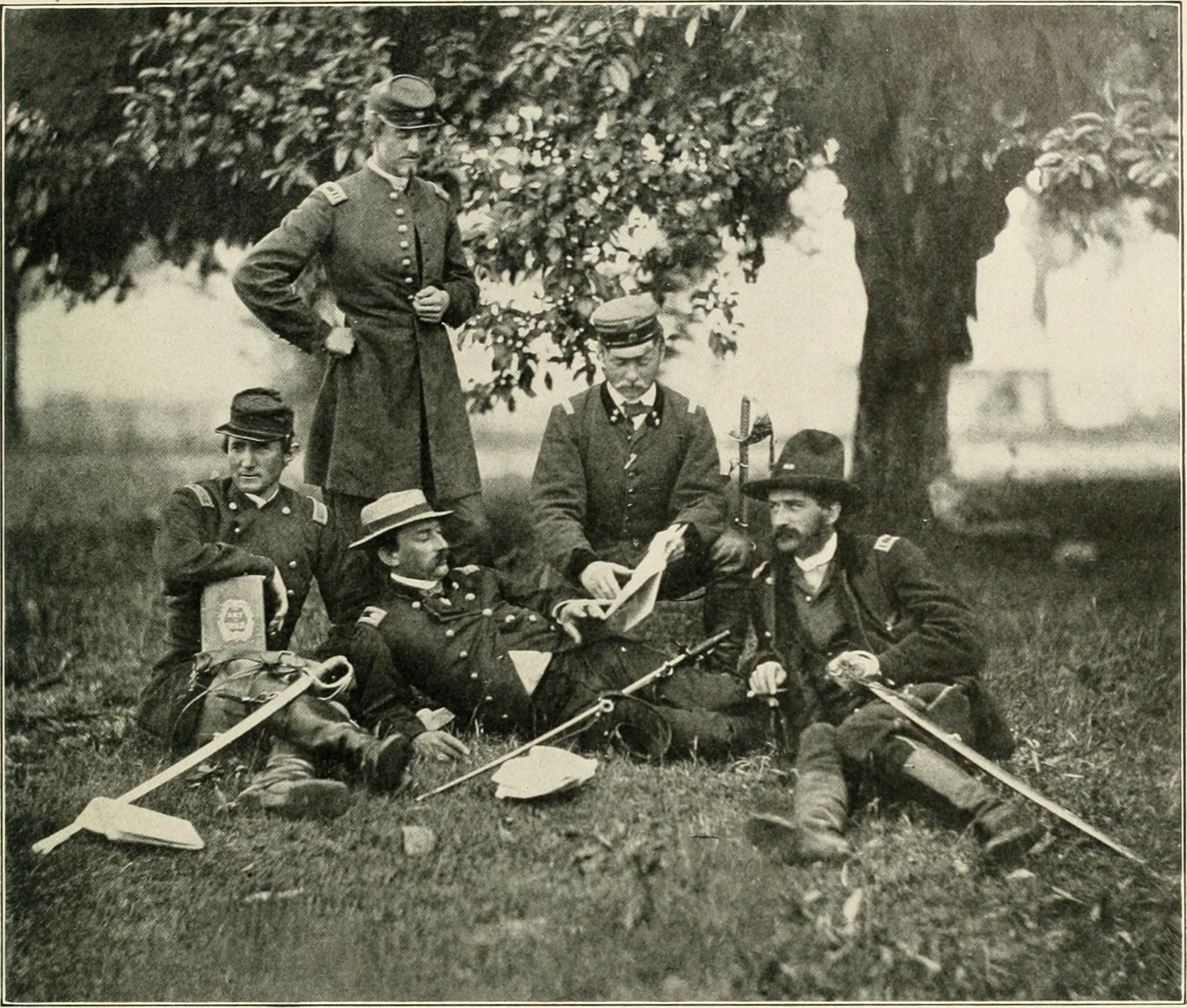
Офицеры беседуют во время Гражданской войны. Майор Бенджамин Ладлоу, брат Уильяма, сидит слева.

Ладлоу служил под командованием майора. Ген. Джозеф Хукер в кампании за Атланту и был назначен капитаном -бреветом за храбрость в битве при Пичтри-Крик. Он был в штабе майора. Ген. Уильям Т. Шерман как в марше к морю, так и в кампании Каролины . В марте 1865 года назначен в чин подполковника.
После Гражданской войны Ладлоу посвятил свою жизнь военной карьере, занимая инженерные и научные должности на территории Дакота, Вашингтон, округ Колумбия, а также управляя реками и гаванями в Филадельфии, Великих озерах, Никарагуа и Нью-Йорке . В качестве главного инженера территории Дакота он руководил картированием и сбором данных экспедиции 7-го кавалерийского полка 1874 года в Блэк-Хиллз на территории нынешней Южной Дакоты. В 1884 году он был избран членом Американского философского общества. В Вашингтоне, округ Колумбия, он был военным комиссаром округа Колумбия с 1886 по 1888 год. В мае 1898 года он был назначен бригадным генералом добровольцев и главным инженером действующих армий. Он командовал 1-й бригадой в подразделении Генри У. Лоутона во время битвы при Эль-Каней и осады Сантьяго. Позже он был военным губернатором Сантьяго и командовал департаментом Гаваны. В сентябре 1898 г. он был назначен генерал-майором добровольцев. В апреле 1901 года Ладлоу отправили на Филиппины. Некоторое время он командовал Департаментом Висайских островов, прежде чем был возвращен в США в конце июня 1901 года в связи с обнаружением прогрессирующего туберкулеза легких, которым он заразился на Кубе.
Ладлоу умер в монастыре, округ Моррис, штат Нью-Джерси, 30 августа 1901 года и похоронен на Арлингтонском военном кладбище.

## В культуре
Уильям Ладлоу фигурирует в новелле Джима Харрисона «Легенды осени» и в фильме 1994 года. В одной из сцен (25-я минута 24-я секунда) показана книга «Отчёт о разведке Блэк-Хиллз в Дакоте» (настоящая книга, автором которой является настоящий Уильям Ладлоу) и упоминается как работа вымышленного Уильяма Ладлоу. В фильме его играет Энтони Хопкинс.

## Память
Ладлоу, небольшая деревня на северо-западе Южной Дакоты, названа в его честь.